# ECO (Electro-Projekt)
ECO war ein in den 1990er-Jahren aktives Electro-Projekt.

## Geschichte
In den Anfängen des Projektes verbarg sich Heiko Daniel als alleiniges Mitglied von ECO in Anonymität, die er später allerdings auflöste. Nachdem ECO 1990 über Teldec mit der Single Hass und Liebe debütierte, blieb Erfolg vorerst aus. Off Beat veröffentlichte im März 1994 die Remix-EP Gier, Hass & Liebe. Im Anschluss wurde Hass und Liebe zu einem Club-Hit in der schwarzen Szene.  Das ebenfalls enthaltene Gier und das Stück Geld führten den Erfolg bedingt fort, konnten allerdings nicht die Reichweite von Hass und Liebe verbuchen. In dem Jahrespaar 1994/1995 erschienen weitere Veröffentlichungen, bevor das Projekt ruhte. Im Jahr 1998 erschien mit Entfesselt ein letztes Album von ECO und 2010 folgte die Veröffentlichung einer Kompilation mit den bekanntesten Titeln. Hass und Liebe gehörte dabei über Jahre in das „Standardreportoire jedes Szene-DJs“.

## Stil
Die Texte des Projektes widmeten sich überwiegend sexuellen Themen. Zentral steht dabei „die Lust und die schnelle, auf eine Nacht beschränkte Befriedigung“. Der Musikstil von ECO vermengt Electro mit Elementen des New Beat und Techno hin zu einem technoiden Electro-Derivat, das Ideen des Aggrotech vorwegnahm.  Auf späten Veröffentlichungen nahm der Techno-Einfluss zu und ECO spielte ganze Trance-Stücke ein.

## Diskografie
- 1990: Hass und Liebe = Hate and Love (Singles, Teldec)
- 1991: Geld / Cash (Single, BOY Records)
- 1994: Gier, Hass & Liebe (EP, Off Beat)
- 1995: Das Album (Album, Off Beat)
- 1995: Schmutz (Single, Off Beat)
- 1998: Entfesselt (Album, Off Beat)
- 2010: Hass und Liebe (Kompilation, Infacted Recordings)